# Wee Tam and the Big Huge
Wee Tam and the Big Huge è il quarto album della The Incredible String Band, pubblicato dalla Elektra Records nel novembre 1968. I brani dell'album furono registrati nei mesi di aprile e agosto del 1968.

## Tracce
Lato A
1. Job's Tears – 6:40 (Robin Williamson)
2. Puppies – 5:30 (Mike Heron)
3. Beyond the See – 2:16 (Mike Heron)
4. The Yellow Snake – 2:04 (Robin Williamson)
5. Log Cabin Home in the Sky – 4:00 (Mike Heron)

Lato B
1. You Get Brighter – 5:44 (Mike Heron)
2. The Half-Remarkable Question – 5:01 (Robin Williamson)
3. Air – 3:12 (Mike Heron)
4. Ducks on a Pond – 9:17 (Robin Williamson)

Lato C
1. Maya – 9:24 (Robin Williamson)
2. Greatest Friend – 3:30 (Mike Heron)
3. The Son of Noah's Brother – 0:16 (Robin Williamson)
4. Lordly Nightshade – 5:54 (Robin Williamson)
5. The Mountain of God – 1:51 (Robin Williamson)

Lato D
1. Cousin Caterpillar – 5:15 (Mike Heron)
2. The Iron Stone – 6:33 (Robin Williamson)
3. Douglas Traherne Harding – 6:15 (Mike Heron)
4. The Circle Is Unbroken – 4:47 (Robin Williamson)

## Musicisti
Brano A1
- Robin Williamson - chitarra

Brano A2
- Robin Williamson - chitarra, liuto, basso, percussioni
- Mike Heron - chitarra, sitar, basso

Brano A3
- Mike Heron - organo, clavicembalo
- Robin Williamson - fischietto (whistle), liuto, basso

Brano A4
- Robin Williamson - chitarra, sarangi
- Mike Heron - sitar

Brano A5
- Mike Heron - chitarra, washboard
- Robin Williamson - violino
- Rose Simpson - violino

Brano B1
- Mike Heron - chitarra
- Robin Williamson - clavicembalo

Brano B2
- Robin Williamson - chitarra, percussioni
- Mike Heron - sitar

Brano B3
- Robin Williamson - flauto
- Mike Heron - chitarra, organo

Brano B4
- Robin Williamson - chitarra, pianoforte, kazoo, bass drum
- Mike Heron - percussioni, armonica

Brano C1
- Robin Williamson - chitarra, basso
- Licorice McKechnie - percussioni
- Rose Simpson - percussioni
- Mike Heron - sitar

Brano C2
- Mike Heron - sitar, armonica

Brano C3
- Robin Williamson - chitarra
- Mike Heron - organo

Brano C4
- Robin Williamson - chitarra, pianoforte, batteria, whistle
- Mike Heron - percussioni

Brano C5
- Robin Williamson - organo

Brano D1
- Robin Williamson - basso
- Mike Heron - chitarra
- Rose Simpson - percussioni

Brano D2
- Robin Williamson - chitarra
- Licorice McKechnie - arpa irlandese, percussioni
- Rose Simpson - percussioni
- Mike Heron - sitar

Brano D3
- Mike Heron - chitarra
- Robin Williams - violino, percussioni, whistle

Brano D4
- Mike Heron - organo
- Robin Williamson - whistle, arpa irlandese[1]